# Раск (Техас)
Раск (англ. Rusk) — город в США, расположенный в восточной части штата Техас, административный центр округа Чероки. По данным переписи за 2010 год число жителей составляло 5551 человек, по оценке Бюро переписи США в 2015 году в городе проживало 5618 человек.

## История
11 апреля 1846 года, одновременно с созданием округа Чероки, легислатура Техаса издала постановление о создании столицы округа, города Раск. Город назван в честь Томаса Раска, техасского политика и военного деятеля, одного из подписавших декларацию о независимости Техаса. Как и многие города Техаса того времени, улицы Раска составляли квадратную сетку, в центре города располагалась площадь окружного суда.
В 1870 году компания International-Great Northern Railroad (I&GN) сообщила о планах проведения железной дороги по территории округа Чероки. Дорога, однако, шла в обход столицы округа, и жители города объединились, чтобы создать собственную транспортную компанию Rusk Transportation Company. В мае 18754 года компания собрала достаточно денег, чтобы построить узкоколейные деревянные трамвайные пути до железной дороги в Джэксонвилле. Дорога была открыта в 1875 году, но очень скоро стало понятно, что деревянные рельсы непригодны для использования. После того как инвесторы отказались выделять деньги на замену рельсов на железные дорогу продали за 90,5 долларов. В 1881 году линию выкупила компания Kansas and Gulf Short Line Railroad, которая использовала землю, чтобы проложить железную дорогу из Тайлера в Лафкин.
Одновременно власти штата построили в Раске исправительную колонию для работы в рудниках и на лесодобыче. По мере того, как запасы железа и дерева стали иссякать, власти Техаса провели железную дорогу Texas Stale Railroad от тюрьмы к рабочим лагерям в Райсе и Вудлоне. В 1903 году по территории округа прошла ещё одна железная дорога, Texas and New Orleans Railroad (T&NO). Раск снова оказался в стороне от новой дороги. Властям и бизнесменам города пришлось обращаться к губернатору штата, Томасу Кэмпбеллу. В результате был одобрен билль, согласовывавший продление дороги Texas State Railroad через реку Нечес до города Палестин, где она соединялась с I&GN. Тот же акт обязал T&NO построить линию от Галлатина до Раска.
По сей день Раск остаётся коммерческим центром региона, основными видами деятельности в котором являются сельское хозяйства, добыча железной руды и деревозаготовка. Железная дорога Texas State Railroad была передана службе парков Техаса и используется в качестве аттракциона.

## География
Раск находится в центре округа, его координаты: 31°47′52″ с. ш. 95°08′56″ з. д..
Согласно данным бюро переписи США, площадь города составляет 18,8 км2, из которых 18,7 занято сушей, а 0,1 км2 водой.

### Климат
Согласно классификации климатов Кёппена, в Раске преобладает влажный субтропический климат.
| Показатель                | Янв.  | Фев.  | Март  | Апр. | Май  | Июнь | Июль | Авг. | Сен. | Окт. | Нояб. | Дек.  | Год   |
| ------------------------- | ----- | ----- | ----- | ---- | ---- | ---- | ---- | ---- | ---- | ---- | ----- | ----- | ----- |
| Абсолютный максимум, °C   | 29,4  | 33,9  | 34,4  | 35,6 | 37,2 | 39,4 | 41,7 | 41,7 | 43,3 | 36,1 | 31,7  | 28,3  | 43,3  |
| Средний максимум, °C      | 13,5  | 15,9  | 20    | 24,4 | 27,9 | 31,6 | 33,7 | 34,2 | 30,8 | 25,9 | 19,8  | 15,1  | 24,4  |
| Средняя температура, °C   | 7,8   | 9,9   | 13,9  | 18,4 | 22,3 | 25,9 | 27,7 | 27,8 | 24,6 | 19,4 | 13,7  | 9,2   | 18,4  |
| Средний минимум, °C       | 2,2   | 4,1   | 7,8   | 12,4 | 16,6 | 20,2 | 21,6 | 21,4 | 18,5 | 13   | 7,7   | 3,4   | 12,4  |
| Абсолютный минимум, °C    | −17,8 | −17,2 | −10,6 | −5   | 4,4  | 7,8  | 13,3 | 11,7 | 4,4  | −3,3 | −9,4  | −17,2 | −17,8 |
| Норма осадков, мм         | 105   | 98    | 103   | 106  | 122  | 102  | 78   | 71   | 98   | 108  | 103   | 108   | 1202  |
| Источник: weatherbase.com |       |       |       |      |      |      |      |      |      |      |       |       |       |

## Население
Согласно переписи населения 2010 года в городе проживал 5551 человек, было 1380 домохозяйств и 932 семьи. Расовый состав города: 67,5 % — белые, 26,5 % — афроамериканцы, 0,2 % — коренные жители США, 0,5 % — азиаты, 0,0 % (0 человек) — жители Гавайев или Океании, 3,4 % — другие расы, 1,9 % — две и более расы. Число испаноязычных жителей любых рас составило 12,1 %.
Из 1380 домохозяйств, в 37,5 % живут дети младше 18 лет. 43,5 % домохозяйств представляли собой совместно проживающие супружеские пары (18,3 % с детьми младше 18 лет), в 19,1 % домохозяйств женщины проживали без мужей, в 4,9 % домохозяйств мужчины проживали без жён, 32,5 % домохозяйств не являлись семьями. В 27,5 % домохозяйств проживал только один человек, 12,2 % составляли одинокие пожилые люди (старше 65 лет). Средний размер домохозяйства составлял 2,6 человека. Средний размер семьи — 3,2 человека.
Население города по возрастному диапазону распределилось следующим образом: 21,5 % — жители младше 20 лет, 30,7 % находятся в возрасте от 20 до 39, 36,8 % — от 40 до 64, 10,9 % — 65 лет и старше. Средний возраст составляет 38,8 года.
Согласно данным опросов пяти лет с 2010 по 2014 годы, средний доход домохозяйства в Раске составляет 35 417 долларов США в год, средний доход семьи — 42 333 доллара. Доход на душу населения в городе составляет 10 175 долларов. Около 29 % семей и 38 % населения находятся за чертой бедности. В том числе 57,2 % в возрасте до 18 лет и 10,4 % в возрасте 65 и старше.

## Местное управление
Управление городом осуществляется мэром и городским советом из пяти членов. Остальные ключевые должности являются назначаемыми, в том числе:
- сити-менеджер
- городской секретарь
- директор службы общественных работ
- инспектор уличного хозяйства
- инспектор зданий
- муниципальный судья
- начальник полиции
- начальник добровольной противопожарной службы
- директор библиотеки

## Инфраструктура и транспорт
Через город проходят автомагистрали США под номерами 69 и 84, а также автомагистраль 110 штата Техас.
Ближайшими аэропортами, выполняющими коммерческие пассажирские рейсы, являются региональный аэропорт округа Тайлер Паундс, примерно в 80 километрах к северу от города, а также региональный аэропорт восточного Техаса в Лонгвью примерно в 85 километрах на северо-восток от Раска.

## Образование
Город и пригороды обслуживаются независимым школьным округом Раск.

## Отдых и развлечения
В городе располагаются парки Jim Hogg Park, Rusk State Park и Gourmet Gardens. Также в Раске находится длиннейший в США пешеходный мост длиной более 165 метров.